# 尼亞馬特布爾烏帕齊拉
尼亞馬特布爾乌帕齐拉是孟加拉国瑙岡縣的一个乌帕齐拉，位於拉傑沙希专区的瑙岡縣。。

## 人口
據1991年孟加拉國人口普查，尼亞馬特布爾共有戶數35,299戶，人口193197人。其中男性佔比50.37%，女性佔比49.63%；成年人口98,284人。該地7歲以上人口之平均識字率為25.8%，低於全國平均值（32.4%）。